# Pada jõgi
Pada jõgi är ett vattendrag i Estland.   Det ligger i landskapet Lääne-Virumaa, i den centrala delen av landet, 110 km öster om huvudstaden Tallinn.